# منتخب ترينيداد وتوباغو لكرة القدم للسيدات
منتخب ترينيداد وتوباغو الوطني لكرة القدم للسيدات (بالإنجليزية: Trinidad and Tobago women's national football team)‏ هو ممثل ترينيداد وتوباغو الرسمي في المنافسات الدولية في كرة القدم في فئة كرة القدم للسيدات.